# Исикари (река)
Исикари (на японски: 石狩川, Ishikari-gawa) е река в Япония, най-голямата на остров Хокайдо, вливаща се в Японско море. С дължина 268 km и площ на водосборния басейн 14330 km² река Исикари води началото си от централната част на вулканичния масив Дайсецудзан на 1187 m н.в. В горното си течение (до град Айбецу) тече на северозапад и е типична планинска река с тясна и дълбока долина и бързо течение. След това завива на югозапад, в района на град Фукагава завива на юг и навлиза в северната чат на равнината Исикари. Тук долината ѝ става много широка, в която силно меандрира, а по време на пълноводие обширно се разлива. След град Ебецу Исикари завива на северозапад и след около 30 km се влива в залива Исикари на Японско море при град Исикари. Средният годишен оток в долното ѝ течение е 340 m³/s. По време на пролетното пълноводие е плавателна за плитко газещи речни съдове на около 100 km от устието си. В горното ѝ течение е изградена каскада от четири ВЕЦ-а – „Канаяма“, „Такисато“, „Ноканан“ и „Асибецу“. Долината на Исикари е гъсто населена, като най-големите селища са градовете са Камикава, Асахикава, Фукагава, Тачикава, Сунагава, Ебецу.